# Палацо Монтечиторио
Палацо Монтечиторио е бароков дворец на римския род Лудовизи, в който заседава Долната камара на италианския парламент по времето на Мусолини. Дворецът се намира срещу римския площад Пиаца ди Монтечиторио в Рим, Италия.
Дворецът може да служи за пример за сдържан „интернационален барок“. В началото го строи италианският скулптор и архитект Джовани Бернини за кардинал Лудовико Лудовизи, племенник на папа Григорий XV. След смъртта на папата строителните работи са преустановени до понтификата на Инокентий XII, който наема Карло Фонтана да довърши двореца за настаняването на папската курия в него.
През 18 век бившият Палацо „Лудовизи“ е резиденция на папския наместник в Рим. През 1789 г. пред двореца е поставен знаменитият обелиск, остатък от гигантски слънчев часовник на император Октавиан Август.
По-късно, в началото на 20 век, когато дворецът е предаден за ползване на Италианския парламент, се осъществява кардинална премебелировка на вътрешните помещения, осъществена в модерен стил под ръководството на архитект Ернесто Базили.